# 盧旺達愛國軍足球會
盧旺達愛國軍足球會（Armée Patriotique Rwandaise Football Club）是一支位於盧旺達基加利的職業足球會，目前於盧旺達全國足球聯賽角逐。

## 外部連結
- Official website